# Anser
Anser é um gênero de aves anseriformes que inclui os chamados gansos cinzentos e os gansos brancos. Eles pertencem à subfamília Anserinae, que inclui os gansos verdadeiros e os cisnes. O gênero se distribui pelo holártico, com ao menos uma espécie se reproduzindo  em qualquer habitat aberto e úmido em regiões subárticas e temperadas frias do hemisfério norte durante o verão. Algumas avançam mais ao sul, se reproduzindo em regiões temperadas quentes. Durante o inverno elas migram para o sul, para regiões temperadas. 

## Características
Todos os gansos Anser tem pernas e pés com cor que pode ser rosada ou laranja, o bico pode também ser rosado ou laranja e também preto. Todos possuem a cauda recoberta por penas brancas e alguma extensão de branco na cabeça. O pescoço, o corpo e as asas podem ser cinza ou branco, com rémiges e frequentemente também as secundárias sendo pretas ou enegrecidas. Eles se diferem dos proximamente relacionados gansos "negros" do gênero Branta por estes terem pernas pretas e geralmente uma plumagem mais escura. 
O gênero contém 11 espécies vivas, que possuem várias formas e tamanhos de gansos verdadeiros. O Ganso-bravo é o maior destes, podendo chegar a pesar de 2,5 a 4,1kg. Atualmente, as três espécies de "gansos brancos"(Ganso-imperador, Ganso-das-neves e Ganso-das-neves-pequeno) formam um gênero separado, o Chen, mas ainda são geralmente incluidas em Anser. 

### Dieta
Os gansos são aves herbívoras e como são aves com capacidade de nadar podem mergulhar para alcançar plantas submersas.

### Reprodução
Os gansos tendem a formar casais para a vida toda. Eles se reproduzem no verão, quando fazem seus ninhos próximos à água ou em ilhotas, podendo também ser nas falésias e menos comumente em árvores. Esse ninho é forrado com penugem que as gansas retiram do peito. Elas postam de 2 a 8 ovos que são chocados por um período de 20 a 21 dias. Os filhotes são precoces e se alimentam sozinhos, apesar de acompanharem a mãe por um período.

## Sistemática, taxonomia e evolução
O gênero foi introduzido em 1760 pelo zoologista francês Mathurin Jacques Brisson. O nome deriva do tautonimo do epiteto específico do ganso-bravo Anas anser introduzido por Linnaeus em 1758. A palavra Anser por sua vez deriva do palavra em Latim para ganso.

### Filogenia
As relações evolucionárias entre os gansos do gênero Anser são de difícil resolução por conta da rápida radiação durante o período Pleistoceno e também pela frequente hibridização.
Em 2016, Jente Ottenburghs e colegas publicaram um estudo que visou estabelecer as relações filogenéticas entre as espécies do gênero.
|  | Ganso-imperador (Anser canagicus ou Chen canagicus)                                                                                                 |
|  | |
|  | \| \| Ganso-das-neves-pequeno (Anser rossii ou Chen rossii) \| \| \| \| \| \| Ganso-das-neves (Anser caerulescens ou Chen caerulescens) \| \| \| \| |
|  | |
|  | Ganso-das-neves-pequeno (Anser rossii ou Chen rossii)                                                                                               |
|  | |
|  | Ganso-das-neves (Anser caerulescens ou Chen caerulescens)                                                                                           |
|  | |

|  | Ganso-das-neves-pequeno (Anser rossii ou Chen rossii)     |
|  |                                                           |
|  | Ganso-das-neves (Anser caerulescens ou Chen caerulescens) |
|  |                                                           |

|  | Ganso-campestre (Anser fabalis)                                                                                               |
|  | |
|  | \| \| Ganso-de-bico-curto (Anser brachyrhynchus) \| \| \| \| \| \| Ganso-campestre-da-tundra (Anser serrirostris) \| \| \| \| |
|  | |
|  | Ganso-de-bico-curto (Anser brachyrhynchus)                                                                                    |
|  | |
|  | Ganso-campestre-da-tundra (Anser serrirostris)                                                                                |
|  | |

|  | Ganso-de-bico-curto (Anser brachyrhynchus)     |
|  |                                                |
|  | Ganso-campestre-da-tundra (Anser serrirostris) |
|  |                                                |

|  | Ganso-grande-de-testa-branca (Anser albifrons) |
|  |                                                |
|  | Ganso-pequeno (Anser erythropus)               |
|  |                                                |

|  | Ganso-campestre (Anser fabalis)                                                                                               |
|  | |
|  | \| \| Ganso-de-bico-curto (Anser brachyrhynchus) \| \| \| \| \| \| Ganso-campestre-da-tundra (Anser serrirostris) \| \| \| \| |
|  | |
|  | Ganso-de-bico-curto (Anser brachyrhynchus)                                                                                    |
|  | |
|  | Ganso-campestre-da-tundra (Anser serrirostris)                                                                                |
|  | |

|  | Ganso-de-bico-curto (Anser brachyrhynchus)     |
|  |                                                |
|  | Ganso-campestre-da-tundra (Anser serrirostris) |
|  |                                                |

|  | Ganso-grande-de-testa-branca (Anser albifrons) |
|  |                                                |
|  | Ganso-pequeno (Anser erythropus)               |
|  |                                                |

|  | Ganso-campestre (Anser fabalis)                                                                                               |
|  | |
|  | \| \| Ganso-de-bico-curto (Anser brachyrhynchus) \| \| \| \| \| \| Ganso-campestre-da-tundra (Anser serrirostris) \| \| \| \| |
|  | |
|  | Ganso-de-bico-curto (Anser brachyrhynchus)                                                                                    |
|  | |
|  | Ganso-campestre-da-tundra (Anser serrirostris)                                                                                |
|  | |

|  | Ganso-de-bico-curto (Anser brachyrhynchus)     |
|  |                                                |
|  | Ganso-campestre-da-tundra (Anser serrirostris) |
|  |                                                |

|  | Ganso-grande-de-testa-branca (Anser albifrons) |
|  |                                                |
|  | Ganso-pequeno (Anser erythropus)               |
|  |                                                |

|  | Ganso-campestre (Anser fabalis)                                                                                               |
|  | |
|  | \| \| Ganso-de-bico-curto (Anser brachyrhynchus) \| \| \| \| \| \| Ganso-campestre-da-tundra (Anser serrirostris) \| \| \| \| |
|  | |
|  | Ganso-de-bico-curto (Anser brachyrhynchus)                                                                                    |
|  | |
|  | Ganso-campestre-da-tundra (Anser serrirostris)                                                                                |
|  | |

|  | Ganso-de-bico-curto (Anser brachyrhynchus)     |
|  |                                                |
|  | Ganso-campestre-da-tundra (Anser serrirostris) |
|  |                                                |

|  | Ganso-grande-de-testa-branca (Anser albifrons) |
|  |                                                |
|  | Ganso-pequeno (Anser erythropus)               |
|  |                                                |

|  | Ganso-campestre (Anser fabalis)                                                                                               |
|  | |
|  | \| \| Ganso-de-bico-curto (Anser brachyrhynchus) \| \| \| \| \| \| Ganso-campestre-da-tundra (Anser serrirostris) \| \| \| \| |
|  | |
|  | Ganso-de-bico-curto (Anser brachyrhynchus)                                                                                    |
|  | |
|  | Ganso-campestre-da-tundra (Anser serrirostris)                                                                                |
|  | |

|  | Ganso-de-bico-curto (Anser brachyrhynchus)     |
|  |                                                |
|  | Ganso-campestre-da-tundra (Anser serrirostris) |
|  |                                                |

|  | Ganso-grande-de-testa-branca (Anser albifrons) |
|  |                                                |
|  | Ganso-pequeno (Anser erythropus)               |
|  |                                                |

|  | Ganso-campestre (Anser fabalis)                                                                                               |
|  | |
|  | \| \| Ganso-de-bico-curto (Anser brachyrhynchus) \| \| \| \| \| \| Ganso-campestre-da-tundra (Anser serrirostris) \| \| \| \| |
|  | |
|  | Ganso-de-bico-curto (Anser brachyrhynchus)                                                                                    |
|  | |
|  | Ganso-campestre-da-tundra (Anser serrirostris)                                                                                |
|  | |

|  | Ganso-de-bico-curto (Anser brachyrhynchus)     |
|  |                                                |
|  | Ganso-campestre-da-tundra (Anser serrirostris) |
|  |                                                |

|  | Ganso-grande-de-testa-branca (Anser albifrons) |
|  |                                                |
|  | Ganso-pequeno (Anser erythropus)               |
|  |                                                |

|  | Ganso-campestre (Anser fabalis)                                                                                               |
|  | |
|  | \| \| Ganso-de-bico-curto (Anser brachyrhynchus) \| \| \| \| \| \| Ganso-campestre-da-tundra (Anser serrirostris) \| \| \| \| |
|  | |
|  | Ganso-de-bico-curto (Anser brachyrhynchus)                                                                                    |
|  | |
|  | Ganso-campestre-da-tundra (Anser serrirostris)                                                                                |
|  | |

|  | Ganso-de-bico-curto (Anser brachyrhynchus)     |
|  |                                                |
|  | Ganso-campestre-da-tundra (Anser serrirostris) |
|  |                                                |

|  | Ganso-grande-de-testa-branca (Anser albifrons) |
|  |                                                |
|  | Ganso-pequeno (Anser erythropus)               |
|  |                                                |

|  | Ganso-campestre (Anser fabalis)                                                                                               |
|  | |
|  | \| \| Ganso-de-bico-curto (Anser brachyrhynchus) \| \| \| \| \| \| Ganso-campestre-da-tundra (Anser serrirostris) \| \| \| \| |
|  | |
|  | Ganso-de-bico-curto (Anser brachyrhynchus)                                                                                    |
|  | |
|  | Ganso-campestre-da-tundra (Anser serrirostris)                                                                                |
|  | |

|  | Ganso-de-bico-curto (Anser brachyrhynchus)     |
|  |                                                |
|  | Ganso-campestre-da-tundra (Anser serrirostris) |
|  |                                                |

|  | Ganso-grande-de-testa-branca (Anser albifrons) |
|  |                                                |
|  | Ganso-pequeno (Anser erythropus)               |
|  |                                                |

|  | Ganso-imperador (Anser canagicus ou Chen canagicus)                                                                                                 |
|  | |
|  | \| \| Ganso-das-neves-pequeno (Anser rossii ou Chen rossii) \| \| \| \| \| \| Ganso-das-neves (Anser caerulescens ou Chen caerulescens) \| \| \| \| |
|  | |
|  | Ganso-das-neves-pequeno (Anser rossii ou Chen rossii)                                                                                               |
|  | |
|  | Ganso-das-neves (Anser caerulescens ou Chen caerulescens)                                                                                           |
|  | |

|  | Ganso-das-neves-pequeno (Anser rossii ou Chen rossii)     |
|  |                                                           |
|  | Ganso-das-neves (Anser caerulescens ou Chen caerulescens) |
|  |                                                           |

|  | Ganso-campestre (Anser fabalis)                                                                                               |
|  | |
|  | \| \| Ganso-de-bico-curto (Anser brachyrhynchus) \| \| \| \| \| \| Ganso-campestre-da-tundra (Anser serrirostris) \| \| \| \| |
|  | |
|  | Ganso-de-bico-curto (Anser brachyrhynchus)                                                                                    |
|  | |
|  | Ganso-campestre-da-tundra (Anser serrirostris)                                                                                |
|  | |

|  | Ganso-de-bico-curto (Anser brachyrhynchus)     |
|  |                                                |
|  | Ganso-campestre-da-tundra (Anser serrirostris) |
|  |                                                |

|  | Ganso-grande-de-testa-branca (Anser albifrons) |
|  |                                                |
|  | Ganso-pequeno (Anser erythropus)               |
|  |                                                |

|  | Ganso-campestre (Anser fabalis)                                                                                               |
|  | |
|  | \| \| Ganso-de-bico-curto (Anser brachyrhynchus) \| \| \| \| \| \| Ganso-campestre-da-tundra (Anser serrirostris) \| \| \| \| |
|  | |
|  | Ganso-de-bico-curto (Anser brachyrhynchus)                                                                                    |
|  | |
|  | Ganso-campestre-da-tundra (Anser serrirostris)                                                                                |
|  | |

|  | Ganso-de-bico-curto (Anser brachyrhynchus)     |
|  |                                                |
|  | Ganso-campestre-da-tundra (Anser serrirostris) |
|  |                                                |

|  | Ganso-grande-de-testa-branca (Anser albifrons) |
|  |                                                |
|  | Ganso-pequeno (Anser erythropus)               |
|  |                                                |

|  | Ganso-campestre (Anser fabalis)                                                                                               |
|  | |
|  | \| \| Ganso-de-bico-curto (Anser brachyrhynchus) \| \| \| \| \| \| Ganso-campestre-da-tundra (Anser serrirostris) \| \| \| \| |
|  | |
|  | Ganso-de-bico-curto (Anser brachyrhynchus)                                                                                    |
|  | |
|  | Ganso-campestre-da-tundra (Anser serrirostris)                                                                                |
|  | |

|  | Ganso-de-bico-curto (Anser brachyrhynchus)     |
|  |                                                |
|  | Ganso-campestre-da-tundra (Anser serrirostris) |
|  |                                                |

|  | Ganso-grande-de-testa-branca (Anser albifrons) |
|  |                                                |
|  | Ganso-pequeno (Anser erythropus)               |
|  |                                                |

|  | Ganso-campestre (Anser fabalis)                                                                                               |
|  | |
|  | \| \| Ganso-de-bico-curto (Anser brachyrhynchus) \| \| \| \| \| \| Ganso-campestre-da-tundra (Anser serrirostris) \| \| \| \| |
|  | |
|  | Ganso-de-bico-curto (Anser brachyrhynchus)                                                                                    |
|  | |
|  | Ganso-campestre-da-tundra (Anser serrirostris)                                                                                |
|  | |

|  | Ganso-de-bico-curto (Anser brachyrhynchus)     |
|  |                                                |
|  | Ganso-campestre-da-tundra (Anser serrirostris) |
|  |                                                |

|  | Ganso-grande-de-testa-branca (Anser albifrons) |
|  |                                                |
|  | Ganso-pequeno (Anser erythropus)               |
|  |                                                |

|  | Ganso-campestre (Anser fabalis)                                                                                               |
|  | |
|  | \| \| Ganso-de-bico-curto (Anser brachyrhynchus) \| \| \| \| \| \| Ganso-campestre-da-tundra (Anser serrirostris) \| \| \| \| |
|  | |
|  | Ganso-de-bico-curto (Anser brachyrhynchus)                                                                                    |
|  | |
|  | Ganso-campestre-da-tundra (Anser serrirostris)                                                                                |
|  | |

|  | Ganso-de-bico-curto (Anser brachyrhynchus)     |
|  |                                                |
|  | Ganso-campestre-da-tundra (Anser serrirostris) |
|  |                                                |

|  | Ganso-grande-de-testa-branca (Anser albifrons) |
|  |                                                |
|  | Ganso-pequeno (Anser erythropus)               |
|  |                                                |

|  | Ganso-campestre (Anser fabalis)                                                                                               |
|  | |
|  | \| \| Ganso-de-bico-curto (Anser brachyrhynchus) \| \| \| \| \| \| Ganso-campestre-da-tundra (Anser serrirostris) \| \| \| \| |
|  | |
|  | Ganso-de-bico-curto (Anser brachyrhynchus)                                                                                    |
|  | |
|  | Ganso-campestre-da-tundra (Anser serrirostris)                                                                                |
|  | |

|  | Ganso-de-bico-curto (Anser brachyrhynchus)     |
|  |                                                |
|  | Ganso-campestre-da-tundra (Anser serrirostris) |
|  |                                                |

|  | Ganso-grande-de-testa-branca (Anser albifrons) |
|  |                                                |
|  | Ganso-pequeno (Anser erythropus)               |
|  |                                                |

|  | Ganso-campestre (Anser fabalis)                                                                                               |
|  | |
|  | \| \| Ganso-de-bico-curto (Anser brachyrhynchus) \| \| \| \| \| \| Ganso-campestre-da-tundra (Anser serrirostris) \| \| \| \| |
|  | |
|  | Ganso-de-bico-curto (Anser brachyrhynchus)                                                                                    |
|  | |
|  | Ganso-campestre-da-tundra (Anser serrirostris)                                                                                |
|  | |

|  | Ganso-de-bico-curto (Anser brachyrhynchus)     |
|  |                                                |
|  | Ganso-campestre-da-tundra (Anser serrirostris) |
|  |                                                |

|  | Ganso-grande-de-testa-branca (Anser albifrons) |
|  |                                                |
|  | Ganso-pequeno (Anser erythropus)               |
|  |                                                |

|  | Ganso-campestre (Anser fabalis)                                                                                               |
|  | |
|  | \| \| Ganso-de-bico-curto (Anser brachyrhynchus) \| \| \| \| \| \| Ganso-campestre-da-tundra (Anser serrirostris) \| \| \| \| |
|  | |
|  | Ganso-de-bico-curto (Anser brachyrhynchus)                                                                                    |
|  | |
|  | Ganso-campestre-da-tundra (Anser serrirostris)                                                                                |
|  | |

|  | Ganso-de-bico-curto (Anser brachyrhynchus)     |
|  |                                                |
|  | Ganso-campestre-da-tundra (Anser serrirostris) |
|  |                                                |

|  | Ganso-grande-de-testa-branca (Anser albifrons) |
|  |                                                |
|  | Ganso-pequeno (Anser erythropus)               |
|  |                                                |

|  | Ganso-imperador (Anser canagicus ou Chen canagicus)                                                                                                 |
|  | |
|  | \| \| Ganso-das-neves-pequeno (Anser rossii ou Chen rossii) \| \| \| \| \| \| Ganso-das-neves (Anser caerulescens ou Chen caerulescens) \| \| \| \| |
|  | |
|  | Ganso-das-neves-pequeno (Anser rossii ou Chen rossii)                                                                                               |
|  | |
|  | Ganso-das-neves (Anser caerulescens ou Chen caerulescens)                                                                                           |
|  | |

|  | Ganso-das-neves-pequeno (Anser rossii ou Chen rossii)     |
|  |                                                           |
|  | Ganso-das-neves (Anser caerulescens ou Chen caerulescens) |
|  |                                                           |

|  | Ganso-campestre (Anser fabalis)                                                                                               |
|  | |
|  | \| \| Ganso-de-bico-curto (Anser brachyrhynchus) \| \| \| \| \| \| Ganso-campestre-da-tundra (Anser serrirostris) \| \| \| \| |
|  | |
|  | Ganso-de-bico-curto (Anser brachyrhynchus)                                                                                    |
|  | |
|  | Ganso-campestre-da-tundra (Anser serrirostris)                                                                                |
|  | |

|  | Ganso-de-bico-curto (Anser brachyrhynchus)     |
|  |                                                |
|  | Ganso-campestre-da-tundra (Anser serrirostris) |
|  |                                                |

|  | Ganso-grande-de-testa-branca (Anser albifrons) |
|  |                                                |
|  | Ganso-pequeno (Anser erythropus)               |
|  |                                                |

|  | Ganso-campestre (Anser fabalis)                                                                                               |
|  | |
|  | \| \| Ganso-de-bico-curto (Anser brachyrhynchus) \| \| \| \| \| \| Ganso-campestre-da-tundra (Anser serrirostris) \| \| \| \| |
|  | |
|  | Ganso-de-bico-curto (Anser brachyrhynchus)                                                                                    |
|  | |
|  | Ganso-campestre-da-tundra (Anser serrirostris)                                                                                |
|  | |

|  | Ganso-de-bico-curto (Anser brachyrhynchus)     |
|  |                                                |
|  | Ganso-campestre-da-tundra (Anser serrirostris) |
|  |                                                |

|  | Ganso-grande-de-testa-branca (Anser albifrons) |
|  |                                                |
|  | Ganso-pequeno (Anser erythropus)               |
|  |                                                |

|  | Ganso-campestre (Anser fabalis)                                                                                               |
|  | |
|  | \| \| Ganso-de-bico-curto (Anser brachyrhynchus) \| \| \| \| \| \| Ganso-campestre-da-tundra (Anser serrirostris) \| \| \| \| |
|  | |
|  | Ganso-de-bico-curto (Anser brachyrhynchus)                                                                                    |
|  | |
|  | Ganso-campestre-da-tundra (Anser serrirostris)                                                                                |
|  | |

|  | Ganso-de-bico-curto (Anser brachyrhynchus)     |
|  |                                                |
|  | Ganso-campestre-da-tundra (Anser serrirostris) |
|  |                                                |

|  | Ganso-grande-de-testa-branca (Anser albifrons) |
|  |                                                |
|  | Ganso-pequeno (Anser erythropus)               |
|  |                                                |

|  | Ganso-campestre (Anser fabalis)                                                                                               |
|  | |
|  | \| \| Ganso-de-bico-curto (Anser brachyrhynchus) \| \| \| \| \| \| Ganso-campestre-da-tundra (Anser serrirostris) \| \| \| \| |
|  | |
|  | Ganso-de-bico-curto (Anser brachyrhynchus)                                                                                    |
|  | |
|  | Ganso-campestre-da-tundra (Anser serrirostris)                                                                                |
|  | |

|  | Ganso-de-bico-curto (Anser brachyrhynchus)     |
|  |                                                |
|  | Ganso-campestre-da-tundra (Anser serrirostris) |
|  |                                                |

|  | Ganso-grande-de-testa-branca (Anser albifrons) |
|  |                                                |
|  | Ganso-pequeno (Anser erythropus)               |
|  |                                                |

|  | Ganso-campestre (Anser fabalis)                                                                                               |
|  | |
|  | \| \| Ganso-de-bico-curto (Anser brachyrhynchus) \| \| \| \| \| \| Ganso-campestre-da-tundra (Anser serrirostris) \| \| \| \| |
|  | |
|  | Ganso-de-bico-curto (Anser brachyrhynchus)                                                                                    |
|  | |
|  | Ganso-campestre-da-tundra (Anser serrirostris)                                                                                |
|  | |

|  | Ganso-de-bico-curto (Anser brachyrhynchus)     |
|  |                                                |
|  | Ganso-campestre-da-tundra (Anser serrirostris) |
|  |                                                |

|  | Ganso-grande-de-testa-branca (Anser albifrons) |
|  |                                                |
|  | Ganso-pequeno (Anser erythropus)               |
|  |                                                |

|  | Ganso-campestre (Anser fabalis)                                                                                               |
|  | |
|  | \| \| Ganso-de-bico-curto (Anser brachyrhynchus) \| \| \| \| \| \| Ganso-campestre-da-tundra (Anser serrirostris) \| \| \| \| |
|  | |
|  | Ganso-de-bico-curto (Anser brachyrhynchus)                                                                                    |
|  | |
|  | Ganso-campestre-da-tundra (Anser serrirostris)                                                                                |
|  | |

|  | Ganso-de-bico-curto (Anser brachyrhynchus)     |
|  |                                                |
|  | Ganso-campestre-da-tundra (Anser serrirostris) |
|  |                                                |

|  | Ganso-grande-de-testa-branca (Anser albifrons) |
|  |                                                |
|  | Ganso-pequeno (Anser erythropus)               |
|  |                                                |

|  | Ganso-campestre (Anser fabalis)                                                                                               |
|  | |
|  | \| \| Ganso-de-bico-curto (Anser brachyrhynchus) \| \| \| \| \| \| Ganso-campestre-da-tundra (Anser serrirostris) \| \| \| \| |
|  | |
|  | Ganso-de-bico-curto (Anser brachyrhynchus)                                                                                    |
|  | |
|  | Ganso-campestre-da-tundra (Anser serrirostris)                                                                                |
|  | |

|  | Ganso-de-bico-curto (Anser brachyrhynchus)     |
|  |                                                |
|  | Ganso-campestre-da-tundra (Anser serrirostris) |
|  |                                                |

|  | Ganso-grande-de-testa-branca (Anser albifrons) |
|  |                                                |
|  | Ganso-pequeno (Anser erythropus)               |
|  |                                                |

|  | Ganso-campestre (Anser fabalis)                                                                                               |
|  | |
|  | \| \| Ganso-de-bico-curto (Anser brachyrhynchus) \| \| \| \| \| \| Ganso-campestre-da-tundra (Anser serrirostris) \| \| \| \| |
|  | |
|  | Ganso-de-bico-curto (Anser brachyrhynchus)                                                                                    |
|  | |
|  | Ganso-campestre-da-tundra (Anser serrirostris)                                                                                |
|  | |

|  | Ganso-de-bico-curto (Anser brachyrhynchus)     |
|  |                                                |
|  | Ganso-campestre-da-tundra (Anser serrirostris) |
|  |                                                |

|  | Ganso-grande-de-testa-branca (Anser albifrons) |
|  |                                                |
|  | Ganso-pequeno (Anser erythropus)               |
|  |                                                |

|  | Ganso-imperador (Anser canagicus ou Chen canagicus)                                                                                                 |
|  | |
|  | \| \| Ganso-das-neves-pequeno (Anser rossii ou Chen rossii) \| \| \| \| \| \| Ganso-das-neves (Anser caerulescens ou Chen caerulescens) \| \| \| \| |
|  | |
|  | Ganso-das-neves-pequeno (Anser rossii ou Chen rossii)                                                                                               |
|  | |
|  | Ganso-das-neves (Anser caerulescens ou Chen caerulescens)                                                                                           |
|  | |

|  | Ganso-das-neves-pequeno (Anser rossii ou Chen rossii)     |
|  |                                                           |
|  | Ganso-das-neves (Anser caerulescens ou Chen caerulescens) |
|  |                                                           |

|  | Ganso-campestre (Anser fabalis)                                                                                               |
|  | |
|  | \| \| Ganso-de-bico-curto (Anser brachyrhynchus) \| \| \| \| \| \| Ganso-campestre-da-tundra (Anser serrirostris) \| \| \| \| |
|  | |
|  | Ganso-de-bico-curto (Anser brachyrhynchus)                                                                                    |
|  | |
|  | Ganso-campestre-da-tundra (Anser serrirostris)                                                                                |
|  | |

|  | Ganso-de-bico-curto (Anser brachyrhynchus)     |
|  |                                                |
|  | Ganso-campestre-da-tundra (Anser serrirostris) |
|  |                                                |

|  | Ganso-grande-de-testa-branca (Anser albifrons) |
|  |                                                |
|  | Ganso-pequeno (Anser erythropus)               |
|  |                                                |

|  | Ganso-campestre (Anser fabalis)                                                                                               |
|  | |
|  | \| \| Ganso-de-bico-curto (Anser brachyrhynchus) \| \| \| \| \| \| Ganso-campestre-da-tundra (Anser serrirostris) \| \| \| \| |
|  | |
|  | Ganso-de-bico-curto (Anser brachyrhynchus)                                                                                    |
|  | |
|  | Ganso-campestre-da-tundra (Anser serrirostris)                                                                                |
|  | |

|  | Ganso-de-bico-curto (Anser brachyrhynchus)     |
|  |                                                |
|  | Ganso-campestre-da-tundra (Anser serrirostris) |
|  |                                                |

|  | Ganso-grande-de-testa-branca (Anser albifrons) |
|  |                                                |
|  | Ganso-pequeno (Anser erythropus)               |
|  |                                                |

|  | Ganso-campestre (Anser fabalis)                                                                                               |
|  | |
|  | \| \| Ganso-de-bico-curto (Anser brachyrhynchus) \| \| \| \| \| \| Ganso-campestre-da-tundra (Anser serrirostris) \| \| \| \| |
|  | |
|  | Ganso-de-bico-curto (Anser brachyrhynchus)                                                                                    |
|  | |
|  | Ganso-campestre-da-tundra (Anser serrirostris)                                                                                |
|  | |

|  | Ganso-de-bico-curto (Anser brachyrhynchus)     |
|  |                                                |
|  | Ganso-campestre-da-tundra (Anser serrirostris) |
|  |                                                |

|  | Ganso-grande-de-testa-branca (Anser albifrons) |
|  |                                                |
|  | Ganso-pequeno (Anser erythropus)               |
|  |                                                |

|  | Ganso-campestre (Anser fabalis)                                                                                               |
|  | |
|  | \| \| Ganso-de-bico-curto (Anser brachyrhynchus) \| \| \| \| \| \| Ganso-campestre-da-tundra (Anser serrirostris) \| \| \| \| |
|  | |
|  | Ganso-de-bico-curto (Anser brachyrhynchus)                                                                                    |
|  | |
|  | Ganso-campestre-da-tundra (Anser serrirostris)                                                                                |
|  | |

|  | Ganso-de-bico-curto (Anser brachyrhynchus)     |
|  |                                                |
|  | Ganso-campestre-da-tundra (Anser serrirostris) |
|  |                                                |

|  | Ganso-grande-de-testa-branca (Anser albifrons) |
|  |                                                |
|  | Ganso-pequeno (Anser erythropus)               |
|  |                                                |

|  | Ganso-campestre (Anser fabalis)                                                                                               |
|  | |
|  | \| \| Ganso-de-bico-curto (Anser brachyrhynchus) \| \| \| \| \| \| Ganso-campestre-da-tundra (Anser serrirostris) \| \| \| \| |
|  | |
|  | Ganso-de-bico-curto (Anser brachyrhynchus)                                                                                    |
|  | |
|  | Ganso-campestre-da-tundra (Anser serrirostris)                                                                                |
|  | |

|  | Ganso-de-bico-curto (Anser brachyrhynchus)     |
|  |                                                |
|  | Ganso-campestre-da-tundra (Anser serrirostris) |
|  |                                                |

|  | Ganso-grande-de-testa-branca (Anser albifrons) |
|  |                                                |
|  | Ganso-pequeno (Anser erythropus)               |
|  |                                                |

|  | Ganso-campestre (Anser fabalis)                                                                                               |
|  | |
|  | \| \| Ganso-de-bico-curto (Anser brachyrhynchus) \| \| \| \| \| \| Ganso-campestre-da-tundra (Anser serrirostris) \| \| \| \| |
|  | |
|  | Ganso-de-bico-curto (Anser brachyrhynchus)                                                                                    |
|  | |
|  | Ganso-campestre-da-tundra (Anser serrirostris)                                                                                |
|  | |

|  | Ganso-de-bico-curto (Anser brachyrhynchus)     |
|  |                                                |
|  | Ganso-campestre-da-tundra (Anser serrirostris) |
|  |                                                |

|  | Ganso-grande-de-testa-branca (Anser albifrons) |
|  |                                                |
|  | Ganso-pequeno (Anser erythropus)               |
|  |                                                |

|  | Ganso-campestre (Anser fabalis)                                                                                               |
|  | |
|  | \| \| Ganso-de-bico-curto (Anser brachyrhynchus) \| \| \| \| \| \| Ganso-campestre-da-tundra (Anser serrirostris) \| \| \| \| |
|  | |
|  | Ganso-de-bico-curto (Anser brachyrhynchus)                                                                                    |
|  | |
|  | Ganso-campestre-da-tundra (Anser serrirostris)                                                                                |
|  | |

|  | Ganso-de-bico-curto (Anser brachyrhynchus)     |
|  |                                                |
|  | Ganso-campestre-da-tundra (Anser serrirostris) |
|  |                                                |

|  | Ganso-grande-de-testa-branca (Anser albifrons) |
|  |                                                |
|  | Ganso-pequeno (Anser erythropus)               |
|  |                                                |

|  | Ganso-campestre (Anser fabalis)                                                                                               |
|  | |
|  | \| \| Ganso-de-bico-curto (Anser brachyrhynchus) \| \| \| \| \| \| Ganso-campestre-da-tundra (Anser serrirostris) \| \| \| \| |
|  | |
|  | Ganso-de-bico-curto (Anser brachyrhynchus)                                                                                    |
|  | |
|  | Ganso-campestre-da-tundra (Anser serrirostris)                                                                                |
|  | |

|  | Ganso-de-bico-curto (Anser brachyrhynchus)     |
|  |                                                |
|  | Ganso-campestre-da-tundra (Anser serrirostris) |
|  |                                                |

|  | Ganso-grande-de-testa-branca (Anser albifrons) |
|  |                                                |
|  | Ganso-pequeno (Anser erythropus)               |
|  |                                                |

## Espécies
O gênero contém 11 espécies:
| Imagem | Nome científico      | Nome comum                   | Distribuição | Características |
| ------ | -------------------- | ---------------------------- | --- | --- |
|        | Anser indicus        | Ganso-de-cabeça-listada      | Se reproduz em faixas de planaltos da Ásia Central, sudeste russo, Tibete, partes ao norte da Índia, Mongólia e China. Invernam variando do sul do Himalaia ao noroeste e centro-sul da Índia, Paquistão, Bangladesh, Nepal, Birmânia e terras altas do Tibete. | Espécie monotípica. Este ganso pode chegar a ter entre 70 e 75cm de comprimento. Possui duas listras horizontais pretas em sua cabeça de plumagem branca. Seu corpo tem predominância de plumagem de cor cinza em tom prateado, o ventre é branco e flancos um pouco mais escuros. Suas penas de voo são negras. O bico é amarelo-alaranjado, assim como as patas. |
|        | Anser anser          | Ganso-bravo                  | Se reproduz do norte e leste da Europa e Ásia. Durante a migração pode ser encontrado em toda a Europa. | Possui 2 subespécies. Chega a medir entre 75 e 90cm de comprimento. Sua plumagem é mais clara que a dos outros gansos cinzentos. Suas asas são pretas ou cinza-escuro com linhas brancas nas pontas, a barriga geralmente tem manchas pretas pronunciadas. O bico e os pés são alaranjados.                                                                        |
|        | Anser cygnoides      | Ganso-cisne                  | Em período de reprodução é encontrado na Sibéria e na Mongólia. Invernam na China. | Espécie Monotípica. É uma grande espécie que possui bico longo e reto e negro, com uma pequena base branca. Sua plumagem é marrom com linhas brancas. A taça "Ganso de Emden" por vezes é também chamada de "ganso-cisne". |
|        | Anser fabalis        | Ganso-campestre              | São encontrados em tundras de taiga e líquen ao norte da Escandinávia e de oeste a leste da Sibéria. Durante o inverno vão para a Europa Central, do sul da Suécia até a costa croata do mar Adriático.                                                         | Com 5 subespécies, esses gansos medem de 65 a 90cm de comprimento. Sua plumagem é marrom-acinzentada, com o pescoço sendo marrom escuro. O peito e o ventre de cor castanho-claro com listas brancas em direção à cauda. As asas são castanho-escuro, o bico é preto na base com manchas laranjas no meio. Os pés são alaranjados.                                 |
|        | Anser brachyrhynchus | Ganso-de-bico-curto          | Se reproduz na Groelândia, Islândia e Svalbard. Durante o inverno estão nas ilhas britânicas, na Bélgica e na Holanda, além das áreas costeiras do norte alemão e na Dinamarca.                                                                                 | Monotipico Chega a 66cm de comprimento. É muito semelhante ao Ganso-campestre. Seu bico é curto de cor preta manchada de rosa. Os pés são também rosados, sua cabeça é de castanho-escuro, enquanto o dorso parte para um tom mais cinza-claro. |
|        | Anser serrirostris   | Ganso-campestre-da-tundra    | Durante a invernada este ganso não tem locais regulares, mas pode ser encontrado em pequenos grupos entre outras espécies de gansos-cinza. | Com 2 subespécies, esse ganso é grande. Possui plumagem marrom-acinzentada, num tom escuro. Seu bico é preto, com uma mancha laranja. Suas pernas são também laranja. |
|        | Anser albifrons      | Ganso-grande-de-testa-branca | América do Norte, leste da Sibéria, leste do ártico canadense. Invernam nos Estados Unidos e no Japão. | Conta com 5 subespécies. Chega a medir entre 65 e 76cm de comprimento. Sua plumagem é de um castanho-cinza-escuro, com sua barriga sendo de predominância clara possuindo manchas transversais pretas irregulares no abdome. Seus pés são alaranjados e seus pés são rosados.                                                                                      |
|        | Anser erythropus     | Ganso-pequeno                | Extremo-norte da Ásia, com escasso registro na Europa. | Espécie monotípica. Mede entre 53 e 66cm, com envergadura chegando entre 120 a 135cm. O peso varia entre 1,4 e 2,2kg. É semelhante ao ganso-grande-de-testa-branca, mas com plumagem mais escura e o bico com tom mais claro da cor-de-rosa. |

### Chen
Os gansos de coloração predominantemente branca são frequentemente incluídos num gênero à parte, o gênero Chen, com um deles por vezes incluído no gênero Philacte. Contudo, essas espécies não são distinguíveis anatomicamente das restantes espécies do gênero Anser, embora existam algumas evidências moleculares de que pertenceram a uma linhagem distinta. Assim, apesar de muitas obras ornitológicas incluírem Chen como parte do Anser, a AOU e a IUCN são organizações relevantes que consideram estes gêneros como separados. Alguns autores consideram diversas subespécies também como espécies distintas ou como espécies potencialmente distintas.
| Imagem | Nome científico                         | Nome comum              | Distribuição | Características |
| ------ | --------------------------------------- | ----------------------- | --- | --- |
|        | Anser caerulescens ou Chen caerulescens | Ganso-das-neves         | Em fase reprodutiva, é encontrado ao noroeste do Canadá até a Ilha de Wrangel na Sibéria. Passa a invernada em áreas da Califórnia, Novo México e as terras altas do México. | Possui 2 subespécies. Este ganso alcança até 60 a 75cm de comprimento. É possível encontrar duas fases de plumagens: uma chamada de "fase branca" tem predominância de penas brancas, com exceção das penas de voo pretas; outra chamada de "fase azul" ou "fase escura" onde a ave tem predominância de penas cinza-acastanhadas, tendo apenas a cabeça e a barriga com penas brancas. Em ambas as fases o bico é alaranjado e as patas são vermelho-pálidas. |
|        | Anser canagicus ou Chen canagicus       | Ganso-imperador         | Do norte da Sibéria ao noroeste do Alasca(Nas Ilhas Aleutas), além das ilhas do Mar do Norte e do Mar de Bering.                                                             | É uma espécie monotípica. Pode chegar até 66m de comprimento. Suas pernas são relativamente curtas. A plumagem é cinza-prata com bordas brancas e pretas, lembrando um padrão pedrês. À exceção é sua cabeça que é branca, o bico preto com uma mancha rosada e as patas alaranjadas. |
|        | Anser rossii ou Chen rossii             | Ganso-das-neves-pequeno | Se reproduz ao noroeste da Groelândia, norte do Canadá e nordeste da Sibéria. Passa o inverno nos Estados Unidos e na Europa.                                                | Monotípico, é muito semelhante ao Ganso-das-neves mas é significativamente menor, podendo ficar entre 53 a 66cm de comprimento, e seu bico é mais curto e rosado, com partes azuladas na base, sendo também os pés rosados. |

## A domesticação
Os gansos amplamente domesticados dos dias atuais são descendentes diretos de duas espécies: as raças originárias do oeste europeu foram adquiridas através da domesticação do ganso-bravo(Anser anser) enquanto que as raças de origem asiática foram produzidas a partir da domesticação do Ganso-cisne(Anser cygnoides). Esses são os dois parentes selvagens dos quais os gansos domésticos se originaram, habitantes das zonas temperadas do Hemisfério Norte. O ganso-bravo é mais meridional que os gansos que se reproduzem na Europa e vem sido criado pelo homem desde o período neolítico, sendo que é o ancestral da maior parte das raças europeias. O Ganso-cisne é originário da China e da Mongólia e vem sendo domesticado há mais ou menos 3 mil anos, porem a despeito disso é uma espécie que tem sido pouco estudada. Os gansos domésticos tem uma grande vantagem que coincide em serem criados se alimentando apenas de proteínas vindas de vegetais. Essas aves tem tendencia a consumir mais alimentam do que precisam e essa tendencia foi explorada durante o tempo para engordá-los e também para torná-los tão pesados a ponto de não mais conseguirem voar. Como os gansos domésticos, quando possível, podem se reproduzir livremente com os selvagens, raças não foram bem estabelecidas.
O raça "ganso-chinês" pode ser facilmente distinguida dos gansos europeus por conta da presença de uma carúncula na base do bico, apesar dos hibridros entre estes poderem apresentar essa carúncula de tamanho variado.
A domesticação destas aves vem desde a antiguidade, com evidências arqueológicas apontando para que tenha começado há cerca de 5 mil anos no antigo Egito. Foram ocorrendo seleções artificiais para se ter um animal maior que seus parentes selvagens. Assim sendo, o ganso domesticado pode chegar a pesar 10kg. Esse ganho de peso e tamanho interferiu na estrutura física destes gansos, que depositam mais gordura na extremidade caudal levando-os a ter uma postura mais ereta. Essa característica tirou dos gansos domesticados a capacidade de voar.
A domesticação também selecionou as aves de forma a aumentar sua feduncidade. Enquanto uma gansa selvagem posta de 5 a 12 ovos durante um ano, algumas gansas domésticas podem chegar a por 160 ovos por ano. As mudanças na plumagem são variáveis. Alguns foram selecionados de forma que perderam o tom castanho-escuro característico dos selvagens, levando a gansos de plumagem completamente branca. Outros por sua vez, mantiveram a plumagem natural, como o "Ganso-de-toulouse".